# Джордж Селл
Джордж Селл (англ. George Szell, нім. Georg Szell; 7 червня 1897, Будапешт, Австро-Угорщина — 30 липня 1970, Клівленд, США) — німецький та американський піаніст, диригент, педагог і композитор.

## Биографія
Селл народився в угорській родині. Виріс у Відні, навчався як піаніст у Ріхарда Роберта (одночасно з Рудольфом Серкіним, з яким надалі Селла пов'язувало багаторічне співробітництво), вивчав композицію і теорію музики у Євсевія Мандичевського в Академії музики й виконавського мистецтва, потім також деякий час займався у Макса Регера в Лейпцизькій консерваторії. З 10 років виступав як піаніст, з 14 років виконував і власні твори.
Як диригент дебютував у 1914 році в Берліні. До 1916 року був другим диригентом оперного театру «Королівські видовища» в Берліні, в 1917—1918 роках — головний диригент оперного театру в Стразбурзі. У 1921—1924 роках працював у Празі, Дармштадті і Дюссельдорфі, у 1924—1929 роках очолював оркестр Німецької державної опери і одночасно (з 1927) був професором Вищої школи музики в Берліні. У 1929—1937 роках — музичний директор Німецької державної опери, був керівником філармонічних концертів і професор Німецької академії музики в Празі. З 1932 року диригував найбільшими європейськими симфонічними оркестрами, в тому числі Віденським, Берлінським, Лондонським філармонічним тощо. У 1936—1939 роках — головний диригент Шотландського національного оркестру в Глазго, в 1937—1938 роках — одночасно й Резиденц-оркестру в Гаазі. У сезони 1938 і 1939 року працював в Австралії (диригував оркестром Австралійського радіо). Багато гастролював країнами Європи і в США.
З 1939 року жив у США, диригував провідними американськими оркестрами. У 1942—1946 роках працював у Метрополітен-опера. У 1946 році прийняв керівництво Клівлендський оркестром, який під керівництвом Селла став одним з найкращих у світі. У 1957 і 1965 роках гастролював з цим оркестром країнами Європи, а також в СРСР (1965). Виступав на численних музичних фестивалях, у тому числі на Зальцбурзькому.

## Творчість

### Репертуар
У репертуарі Селла як диригента — в першу чергу твори основних австро-німецьких композиторів і композиторів-романтиків: від Гайдна, Моцарта і Бетховена, через Мендельсона, Шумана і Брамса, до Брукнера, Малера і Штрауса. Одного разу він сказав, що, коли він став старшим, він свідомо звузив свій репертуар, відчуваючи, що його основною задачею є виконання тих творів, які, на його думку, він виконує найкраще, і у виконанні яких зникає певна традиція через відхід великих майстрів, які були його сучасниками, кумирами і неоплаченими вчителями.
У його програмі були також твори на той час сучасних композиторів, зокрема Анрі Дютійо, Вільяма Волтона, Прокоф'єва, Хіндеміта та Бартока. Селл також сприяв початку багаторічної співпраці Клівлендського оркестру з видатним композитором-диригентом і авангардистом П'єром Булезом.

### Власні твори
Селл є автором варіацій на власну тему для оркестру (1916), Ліричної увертюри (1920), фортепіанного квінтету і творів для фортепіано.